# Ianca, Brăila
Ianca là một thị xã thuộc hạt Brăila, România. Dân số thời điểm năm 2002 là 11341 người.